# Фотиново (област Пазарджик)
 За другото българско село вижте Фотиново (област Кърджали).  
Фотиново е село в Южна България. То се намира в община Батак, област Пазарджик.
Разположено е на двата бряга на Фотинска река.

## География
Село Фотиново се намира в Северозападни Родопи, източно от Баташки Снежник. То е разположено на здрав полустръмен терен с югоизточно изложение, на двата бряга на Фотинска река. По-голямата му част е на слънчевия склон от левия бряг на реката. Състои се от Долна, Отсрещна, Средна и Горна махали.
На изток селото граничи с язовир „Въча“, на юг със село Селча и на север със село Равногор. По-забележителни върхове около селото са: Санджака, Калето, Чаталкая, Черни връх, Беймандра, Могилата и др. На запад се очертават билата на Западните Родопи, Рила и Пирин, които се виждат от околовръстните височини. Най-високият връх е Баташки снежник (Карлъка) с 2080 m н.в.
Село Фотиново се намира на 6 km източно от ДЛС „Борово“ (то се намира в местността Вълча поляна (Куртлоджа)), на 10 km от село Нова Махала, на 20 km от Батак, на 30 km южно от Пещера, 50 km от Пазарджик, на 40 km северно от Девин, на 60 km северозападно от Широка лъка, 80 km от Смолян, 75 km югозападно от Пловдив и 175 km от София.

## История
Селото се споменава в османски списък на хората, натоварени да събират овце за султанския двор от 1576 година.
Следи от стари селища има в местностите Карчуна Карвеник, Селище, Крегня, Балдуй и др. При обработка на земите в средата на ХХ век по тези места са намирани глинени съдове, малки и големи гърнета за съхранение на жито и други продукти. Според предание, селището в Карчуна го е споходила чумата през XVIII в., преселена посредством търговията с животни от Одрин, Цариград и Анадола или се е изселило по време на помохамеданчването на местното население, поради което изчезва като населено място. Селището Карвеник, което е използвало водите на Пералишкото дере (откъдето е и името на местността Пералища) за пране на дрехи и черги ведно с махалите в Уселя и Клисаташи, където се намират останки от стари зидове на малка църква. Има легенда, че то ведно с махалите е пострадало от голямо кръвопролитие през тежките времена на османското владичество, откъдето е останало и името Карвеник.
В местността Селището, източно от Фотиново, при обработката на нивите от новодошлите преселници – християни от селата Равногор и Върбово, са намирани стари гробове. В местността Крегня и Балдуй, като малки някогашни села, се намират също останки от зидове на параклиси. Тези селища са охранявани през времето на Първото българско царство от Калето – крепост, която е на 300 m от Крегня и на 3 km от Фотиново. Тези селища не е известно как са изчезнали, но преданията насочват към времето на масовите помохамеданчвания в Родопите. Други предложения сочат, че жителите им са се преселили във Фотиново през „чумавите години“, за да използват голямата и пълноводна река като предпазна мярка срещу страшната болест.
Най-стари обитатели на този край са били траките и славяните.

## Религия
Населението във Фотиново е смесено. Общият брой на жителите е около 600 по документи (реално са към 300), от тях 450 са мюсюлмани, а останалите - християни. По време на комунистическия режим религията има само номинална роля. Свързаните с религията, включително и с исляма обреди, като обрязване на момчетата (сюнет), религиозните погребения, сватби и молитви са забранени. След 90-те години религиозните обреди са възстановени като техен носител отново остава най-възрастното население. Традиционно децата и жените не посещават джамията. Тя е „запазена зона“ за най-възрастните мъже.
По-значими религиозни обреди, номинално възстановени след 1990 година, са:
- Колене на курбан и раздаването му по време на Рамазан.
- Раздаване на „фадулки“ – вид обреден хляб.
- Религиозни погребения.
- Молитва за дъжд по време на суша – децата на селото, предвождани от ходжите, обикалят землището на селото и четат молитви. В това се открива голям заряд от предислямската молитва за дъжд, известна в други части на България като „Перперуна“ или „Пеперуда“.

## Културни и природни забележителности
Природна забележителност край село Фотиново е крепостта Калето, която се е издигала на връх Калето в подножието на връх Санджака, на 300 m западно от местността Горна Крегня и на 3 km от Фотиново. Крепостта не е изолирано крепостно съоръжение, а е част от останалата охранителна система в Родопите. Калето има площ от 5 декара във формата на многоъгълник, чиито стени са от дебела 3 m каменна зидария с височина над 3-4 m. Запазени са откъм източната страна в средата на ХХ век. Описание за нея има във в. „Септемврийско знаме“ бр. 117 от 1983 г., направено от Иван Арабов. Има публикувани материали за нея и в „Известия на БАН“ от 1928 – 1929 г.
Край селото се намира едноименният и неповторим по своята хубост Фотински водопад, който се състои от три пада. Първият с 6 – 7 m височина, вторият, който е най-висок – 17 – 18 m, и третият – 5 – 6 m. В основата на първия пад се е образувал вир с диаметър около 5 – 6 m, а във втория пад с 4 – 5 m в диаметър. Общата височина на водопада е около 30 m, разположен на 900 m н.в.
В землището на селото се намира биосферният резерват „Дупката“.